# Thecla loki
Thecla loki är en fjärilsart som beskrevs av Henry Skinner 1907. Thecla loki ingår i släktet Thecla och familjen juvelvingar. Inga underarter finns listade i Catalogue of Life.